# Gustav Vasa (pjäs)

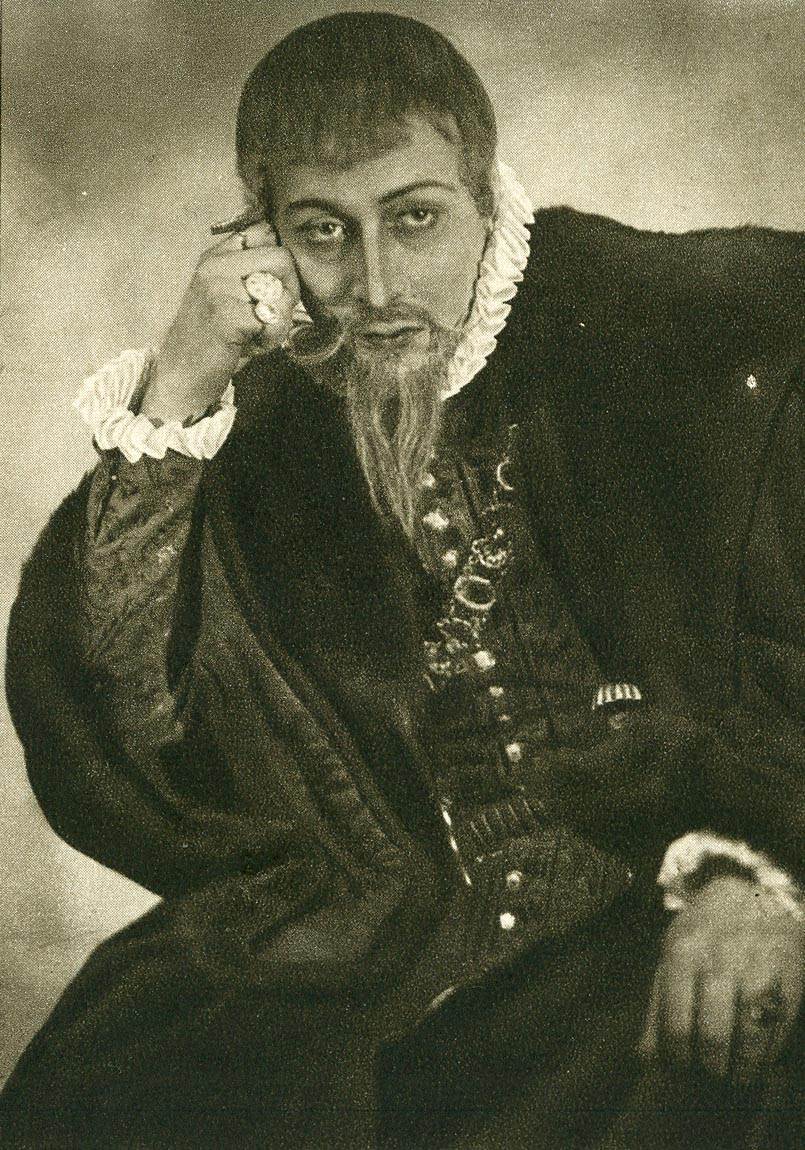
Gösta Ekman den äldre som prins Erik i Gustav Vasa.

Gustav Vasa är en pjäs av August Strindberg från 1899. Pjäsen hör till Strindbergs historiska dramer och handlar om den svenske kungen Gustav Vasa.

## Uppsättningar
Pjäsen hade premiär på Svenska teatern i Stockholm den 17 oktober 1899. Detta var en av Strindbergs största succéer på teaterscenen. De följande årtiondena sattes pjäsen upp i en rad olika uppsättningar: Malmö 1901, Stockholm 1906/1909, Göteborg 1919, Stockholm 1922 och 1930, Helsingborg 1927. En radioversion spelades in 1932 och en annan 1939. Gustav Vasa spelades också utomlands: Schwerin 1900, Chicago 1912, Köpenhamn 1913 och 1939 och i Helsingfors 1900, 1919 och 1935. 
Med tanke på att pjäsen brukar kallas Sveriges nationaldrama är det måhända förvånande att det dröjde till 1939 innan den sattes upp på nationalscenen Dramaten. Detta kan möjligen förklaras av det faktum att Dramaten hade förlorat dragkampen mot Svenska Teatern om att sätta upp den första versionen av pjäsen 1899. Versionen som spelades på Dramaten 1939 gavs också som gästspel i Berlin 1941, något som var kontroversiellt och som har diskuterats livligt sedan dess.
Gustav Vasa fortsatte därefter att spelas i olika uppsättningar: Malmö 1949, Göteborg 1955, Norrköping 1957, Stockholm 1961, Malmö 1970 samt som radiopjäs 1956 och 1959. Sveriges television producerade också en TV-version 1965. Pjäsen spelades även utomlands: Helsingfors 1946, Norge 1957 och München 1963. En version influerad av Brecht sattes upp av Lennart Hjulström på Göteborgs stadsteater 1975. Istället för att som brukligt fokusera på kungen var det här det underkuvade och rebelliska folket som stod i fokus. Åren därefter sattes pjäsen upp på Turteatern i Stockholm 1984 och återigen som radioteater 1988. 1994 invigdes den första Strindbergfestivalen på Stockholms stadsteater med en postmodernt influerad uppsättning av pjäsen. Pjäsen spelades på Dramaten i Stockholm våren 2008 i samband med teaterbyggnadens etthundraårsjubileum. För regin svarade då Åsa Kalmér. Titelrollen spelades av Torkel Petersson. Uppsättningen ingick tillsammans med Strindbergspjäserna Kristina och Gustaf III i helaftonsföreställningen Tre kronor.